# Ганьківська сільська рада
| Ганьківська сільська рада — колишній орган місцевого самоврядування у Снятинському районі Івано-Франківської області з адміністративним центром у с. Ганьківці. Сільській раді були підпорядковані населені пункти: - с. Ганьківці - с. Вишнівка |

## Склад ради
Рада складалася з 16 депутатів та голови.

### Керівний склад ради
| ПІБ                  | Основні відомості | Дата обрання | Дата звільнення |
| -------------------- | ----------------- | ------------ | --------------- |
| Шиян Василь Іванович | Сільський голова  |              |                 |
| Шиян Василь Іванович | Сільський голова  |              | align=center    |

Примітка: таблиця складена за даними джерела